# Боби
„Боби” је југословенски ТВ филм из 1982. године. Режирао га је Драгутин Кренцер који је написао и сценарио.

## Улоге
| Глумац           | Улога |
| ---------------- | ----- |
| Цинтија Аспергер |       |
| Ена Беговић      |       |
| Борис Михољевић  |       |
| Ђорђе Рапајић    |       |